# Hansenbreen
Der Hansenbreen (auch bekannt als H. E. Hansenbreen) ist ein 24 km langer Gletscher im ostantarktischen Königin-Maud-Land. Im Gebirge Sør Rondane fließt er auf der Westseit des Nils Larsenfjellet.
Norwegische Kartografen, die ihn auch benannten, kartierten ihn 1946 anhand von Luftaufnahmen, die bei Lars-Christensen-Expedition 1936/37 entstanden, sowie detaillierter mittels ebensolcher der US-amerikanischen Operation Highjump (1946–1947). Namensgeber ist der norwegische Kartograf Hans Edvard Hansen (1905–1976), der an der Kartierung dieses Gletschers und zahlreicher weiterer Objekte in der Antarktis beteiligt war.